# Episodi di Snowpiercer (seconda stagione)
La seconda stagione della serie televisiva Snowpiercer è andata in onda negli Stati Uniti sul canale TNT, dal 25 gennaio al 29 marzo 2021.
A livello internazionale la stagione è stata pubblicata sulla piattaforma di streaming Netflix dal 26 gennaio al 30 marzo 2021.
| nº | Titolo originale            | Titolo italiano                    | Prima TV USA     | Pubblicazione Italia |
| -- | --------------------------- | ---------------------------------- | ---------------- | -------------------- |
| 1  | The Time of Two Engines     | L'epoca di due motori              | 25 gennaio 2021  | 26 gennaio 2021      |
| 2  | Smolder to Life             | Una fiamma pronta a divampare      | 1º febbraio 2021 | 2 febbraio 2021      |
| 3  | A Great Odyssey             | Una grande odissea                 | 8 febbraio 2021  | 9 febbraio 2021      |
| 4  | A Single Trade              | Un solo scambio                    | 15 febbraio 2021 | 16 febbraio 2021     |
| 5  | Keep Hope Alive             | Tenere viva la speranza            | 22 febbraio 2021 | 23 febbraio 2021     |
| 6  | Many Miles From Snowpiercer | Lontano dallo Snowpiercer          | 1º marzo 2021    | 2 marzo 2021         |
| 7  | Our Answer for Everything   | La nostra risposta a ogni problema | 8 marzo 2021     | 9 marzo 2021         |
| 8  | The Eternal Engineer        | L'eterno architetto                | 15 marzo 2021    | 16 marzo 2021        |
| 9  | The Show Must Go On         | Lo spettacolo deve continuare      | 29 marzo 2021    | 30 marzo 2021        |
| 10 | Into the White              | Nelle terre ghiacciate             | 29 marzo 2021    | 30 marzo 2021        |

## L'epoca di due motori
- Titolo originale: The Time of Two Engines
- Diretto da: Christoph Schrewe
- Scritto da: Graeme Manson

### Trama
Sotto la neve, Melanie riesce a staccare l'uplink creato da Wilford tra la Big Alice e lo Snowpiercer: quest'ultimo, carente di risorse per ripartire, è costretto a dare rifornimenti all'equipaggio della Big Alice in modo da far ripartire entrambi i treni ed evitare un crollo della temperatura all'interno dello Snowpiercer. Melanie, dopo aver raccolto un campione di neve, riesce a risalire a bordo della Big Alice, diventando prigioniera di Wilford, che vorrebbe una resa da parte sua.
Nel frattempo, il clima all'interno dello Snowpiercer è incerto: Layton decide, con riluttanza, di rimettere in vigore la legge marziale fino a quando la situazione non si sarà calmata. Pike, con uno stratagemma, riesce a far aprire il collegamento tra i due treni, e i ribelli dello Snowpiercer riescono a far breccia all'interno di Big Alice, uccidendo alcune persone e prendendo in ostaggio Kevin, responsabile dell'ospitalità, prima di venire respinti. Egli sostiene che Wilford sia capace di «far ripartire tutto» anche se l'intera popolazione dovesse morire. Quando Wilford viene a conoscenza dell'accaduto, decide di staccare definitivamente il collegamento tra i treni, lasciando morire di ipotermia la popolazione dello Snowpiercer. Tuttavia, al momento del distacco, scoppia la bomba che Melanie aveva piazzato sul meccanismo di collegamento, facendo sì che i treni rimangano connessi definitivamente. Alexandra, colpita dalla scaltrezza della madre, aspetta l'ordine di Wilford per far ripartire il treno.
- Ascolti USA: telespettatori 1,09 milioni[4]

## Una fiamma pronta a divampare
- Titolo originale: Smolder to Life
- Diretto da: Christoph Schrewe
- Scritto da: Aubrey Nealon

### Trama
Kevin, dopo essere stato interrogato sullo Snowpiercer e avere rivelato alcune informazioni, viene scambiato con Melanie. Per punizione per non avere taciuto, Wilford lo obbliga a suicidarsi. Il campione di neve raccolto da Mel viene analizzato e rivela tracce di solfato di ammonio, un prodotto di degradazione della sostanza che era stata rilasciata dando origine alla glaciazione.  La degradazione ha quindi permesso all'atmosfera di   iniziare a riscaldarsi, come viene dimostrato da sensori lanciati dallo Snowpiercer. Tale importantissimo evento, che potrebbe dare inizio alla rinascita della Terra, viene annunciato da Mel agli abitanti di entrambi i treni durante un incontro nel ristorante di prima classe. Wilford è scettico ma due bizzarri scienziati che lavorano sul suo treno confermano la validità dell'ipotesi. Wilford allora chiede che le necessarie ricerche vengano svolte dalla stessa Mel in un laboratorio un tempo attivo sulle Montagne Rocciose. Mel accetta e in cambio ottiene che in sua assenza le ostilità tra i due treni vengano sospese.
- Ascolti USA: telespettatori 0,97 milioni[5]

## Lo spettacolo deve continuare
Titolo originale: The Show Must Go On
Diretto da: Clare Kilner
Scritto da: Josh Friedman e Graeme Manson

### Trama
Wilford, ripreso il comando dello Snowpiercer, organizza una vera e propria epurazione finalizzata a eliminare tutti coloro che non gli erano stati fedeli
A questo scopo fa confinare Layton nel vagone compostaggio della Big Alice, e la famiglia Roche nei cassetti; intanto fa raccogliere tutte le schede dei passeggeri con l'ordine di dividerle in gruppi in base all'età anagrafica.
La sera stessa fa organizzare una cena per pochi intimi, in testa al treno, a cui si presenta ubriaco in compagnia di Miss Audrey; allo stesso tavolo siederanno Bess, Lilah Folger Jr., Osweiller, Bess e Zarah mentre l'organizzazione della serata sarà curata da Ruth.
La cena si conclude con la destituzione di Ruth che, messa in guardia da Alex, si rifiuta di assecondare Wilford nei suoi perfidi piani e viene scortata nella sezione compostaggio; Wilford nominerà, poi, Bess suo consigliere e la costringerà ad assistere all'esecuzione degli assassini dei frenatori.
Con Alex in prigione la Big Alice è pilotata dal macchinista Javier il quale capta una comunicazione di Melanie che, fortunosamente, riesce a far recapitare anche a Layton.
- Ascolti USA: telespettatori 0,87 milioni[7]